# North Gloucestershire Association Football League
North Gloucestershire Association League là một giải bóng đá Anh, liên kết với Gloucestershire County FA. Có tổng cộng 5 hạng đấu, cao nhất là Premier Division, nằm ở Cấp độ 14 trong Hệ thống các giải bóng đá ở Anh và góp đội cho Gloucestershire Northern Senior League.

## Lịch sử
Giải đấu được thành lập năm 1907 và trong suốt hơn 100 năm vẫn tồn tại để cung cấp nền bóng đá an toàn, hứng thú và cạnh tranh cho các đội bóng ở Gloucestershire, phía Bắc sông Severn.
Các đội bóng từng tham gia giải đấu trong quá khứ và hiện tại đang thi đấu ở các cấp độ cao hơn bao gồm Lydney Town và Tuffley Rovers.
English Bicknor, đương kim vô địch mùa giải 2014–15, được lên chơi ở Gloucestershire Northern Senior League.

## Các câu lạc bộ mùa giải 2015–16
Premier Division
Blakeney | Bream Amateurs | Broadwell Amateurs Dự bị | Coleford United | Ellwood Dự bị | Huntley | Lydbrook Athletic Dự bị | Mitcheldean | Redbrook Rovers | Ruardean Hill Rangers Dự bị | Soudley | Viney St. Swithin's | Westbury United | Whitecroft
Division One
Harrow Hill Dự bị | Lydney Town 'A' | Puma | Redmarley | St. John's Howle Hill | Soudley Dự bị | Tidenham | United Longhope | Westbury United Dự bị | Whitecroft Dự bị | Woolaston Dự bị | Yorkley
Division Two
Aylburton Rovers | Bream Amateurs Dự bị | English Bicknor Dự bị | Harrow Hill 'A' | Lydbrook Athletic 'A' | Mushet & Coalway | Newent Town Dự bị | Redside | Ruardean Hill Rangers 'A' | Ruardean United | Viney St. Swithin's Dự bị | Whitecroft 'A'
Division Three
Broadwell Amateurs 'A' | Coleford United Dự bị | Milkwall | Mitcheldean Dự bị | Mushet & Coalway Dự bị | Newent Town 'A' | Puma Dự bị | Rank Outsiders | Redbrook Rovers Dự bị | Tidenham Dự bị | Worrall Hill | Yorkley Dự bị
Division Four
Blakeney Dự bị | FC Littledean | Gloster Rovers | Harrow Hill 'B' | Lydney Town 'B' | Milkwall Dự bị | Puma 'A' | Rank Outsiders Dự bị | Ross Juniors | St. Briavels | Sedbury United | Weston

## Các đội vô địch theo hạng đấu gần đây
| Mùa giải | Premier Division      | Division One            | Division Two                | Division Three           | Division Four            |
| -------- | --------------------- | ----------------------- | --------------------------- | ------------------------ | ------------------------ |
| 2007–08  | Soudley               | Redbrook Rovers         | Baker Street                | Woolaston Dự bị          | Viney St. Swithens Dự bị |
| 2008–09  | Aylburton Rovers      | Huntley                 | Howle Hill                  | Viney St. Swithens Dự bị | White Horse              |
| 2009–10  | Minsterworth          | Newnham United          | Ruardean Hill Rangers Dự bị | Ruspidge United          | Sling United             |
| 2010–11  | Minsterworth          | Whitecroft              | St. Briavels                | Weston Athletic          | Ruardean United          |
| 2011–12  | Ruardean Hill Rangers | Huntley                 | Lydney Town 'A'             | Viney St. Swithins Dự bị | Sedbury United Dự bị     |
| 2012-13  | Newent Town           | Lydbrook Athletic Dự bị | English Bicknor Dự bị       | Tidenham                 | Aylburton Rovers         |
| 2013-14  | Woolaston             | Redbrook Rovers         | Tidenham                    | Aylburton Rovers         | Hilldene Athletic        |
| 2014-15  | English Bicknor       | Ellwood Dự bị           | St. John's Howle Hill       | Redside                  | Worrall Hill             |